# Garda Imperială Franceză (Primul Imperiu)

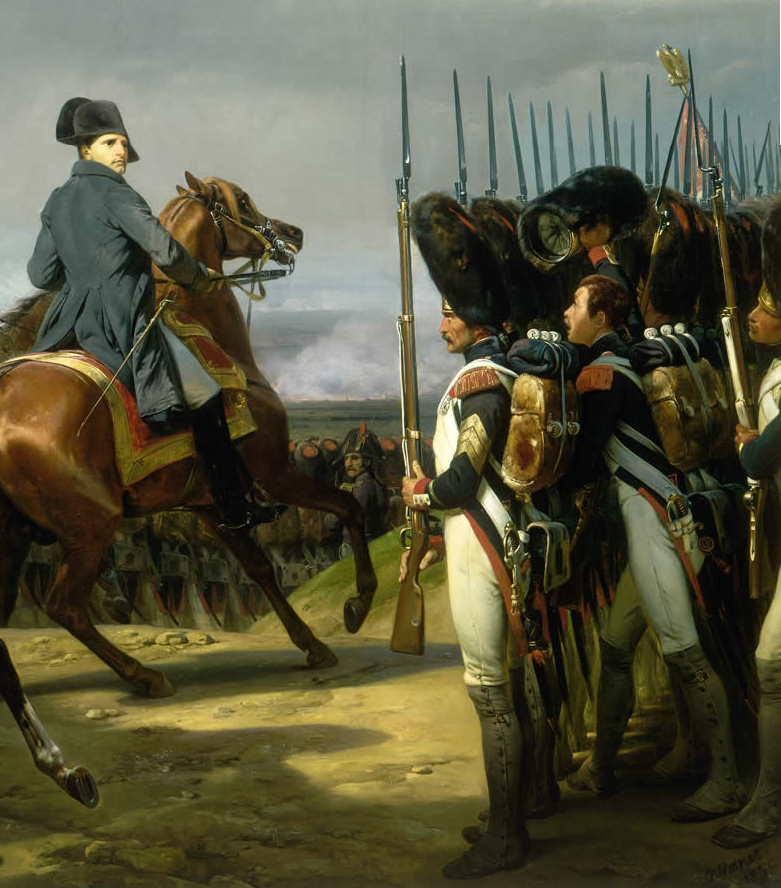
Napoleon şi Grenadierii pedeştri din Gardă

Garda Imperială Franceză desemnează o unitate militară, înființată în 1804, anul fondării Primului Imperiu, încorporând soldați din „Garda Primului Consul”, veterani ai campaniei din Italia, campaniei din Egipt și ai celei de-a doua campanii din Italia. Unitatea a fost dizolvată în 1815, atunci când a avut loc Restaurația franceză. Unitatea a inclus, pe tot parcursul existenței sale, propria infanterie, cavalerie și artilerie.

## Origini
Garda Imperială își are originea în Garda Corpului Legislativ și Garda Directoratului, reunite mai întâi într-o unitate de gardă personală a generalului Bonaparte („ghizii”), apoi, începând cu 1802, ei devin „Garda Consulară”. Soldații din această unitate vor forma coloana vertebrală a Gărzii Imperiale, fondate în 1804. La fondarea Gărzii, mulți dintre soldați aveau deja o experiență de luptă de 12 ani, fiind veterani ai războaielor revoluționare și ai campaniilor napoleoniene ce au urmat.

## Structură

### „Vechea Gardă”

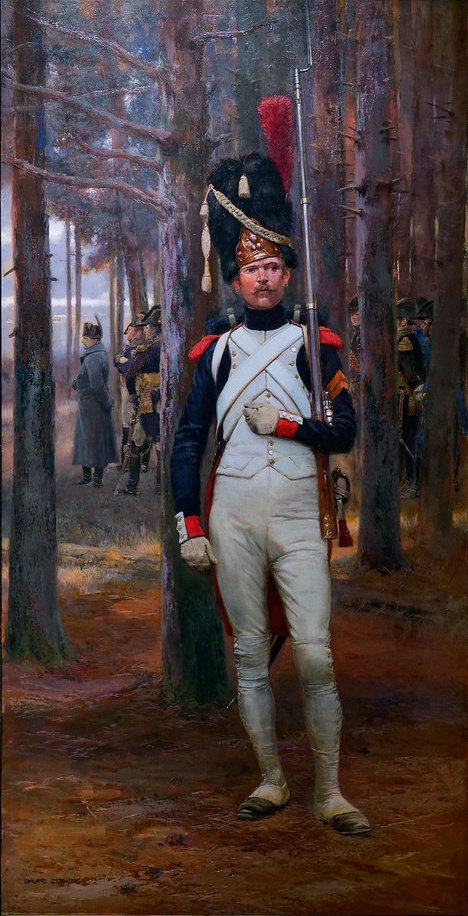
Grenadier pedestru din „Vechea Gardă”

Sub acest nume erau cunoscute o serie de unități de infanterie, cavalerie și artilerie, organizați într-o unitate combativă care de obicei regrupa artileria și infanteria sub aceeași comandă. Din această unitate combativă făceau parte cele mai celebre regimente din armata franceză, majoritatea constituind Garda inițială din 1804:
- Primul regiment de grenadieri pedeștri din Gardă
- Primul regiment de vânători pedeștri din Gardă
- Regimentul de grenadieri călare (cavalerie grea)
- Primul regiment de vânători călare din Gardă (cavalerie ușoară, cuprinzând și escadronul de Mameluci)
- Regimentul de dragoni ai Împărătesei (cavalerie de linie, adăugat în 1806)
- Primul regiment de artilerie ecvestră din Gardă („Volante”)
- Primul regiment de artilerie pedestră din Gardă
- Legiunea Jandarmeriei de Elită
- Compania de pontonieri din Gardă
- Batalionul marinarilor din Gardă
- Compania veteranilor din Gardă

Grenadierii călare și dragonii Împărătesei formau brigadă împreună. „Vechea Gardă” era renumită pentru cochetăria sa: spre deosebire de restul armatei, aceștia plecau întotdeauna în campanie și luptau în mare ținută. Doar grenadierii și vânătorii din „Vechea Gardă” purtau bonetele „mițoase” din blană de urs (bonnet d'oursin).

#### „Garda Mijlocie”
Nominal, aceste regiment făceau parte din „Vechea Gardă”, dar, fiind soldați mai puțin experimentați și cu uniforme și armament mai puțin scumpe, întreținerea acestora costa mai puțin. Această denumire nu desemna o unitate combatantă, având același comandant ca și infanteria „Vechii Gărzi”. Cu toate acestea, această denumire era folosită și desemna majoritatea regimentelor adăugate Gărzii între 1806 și 1809:

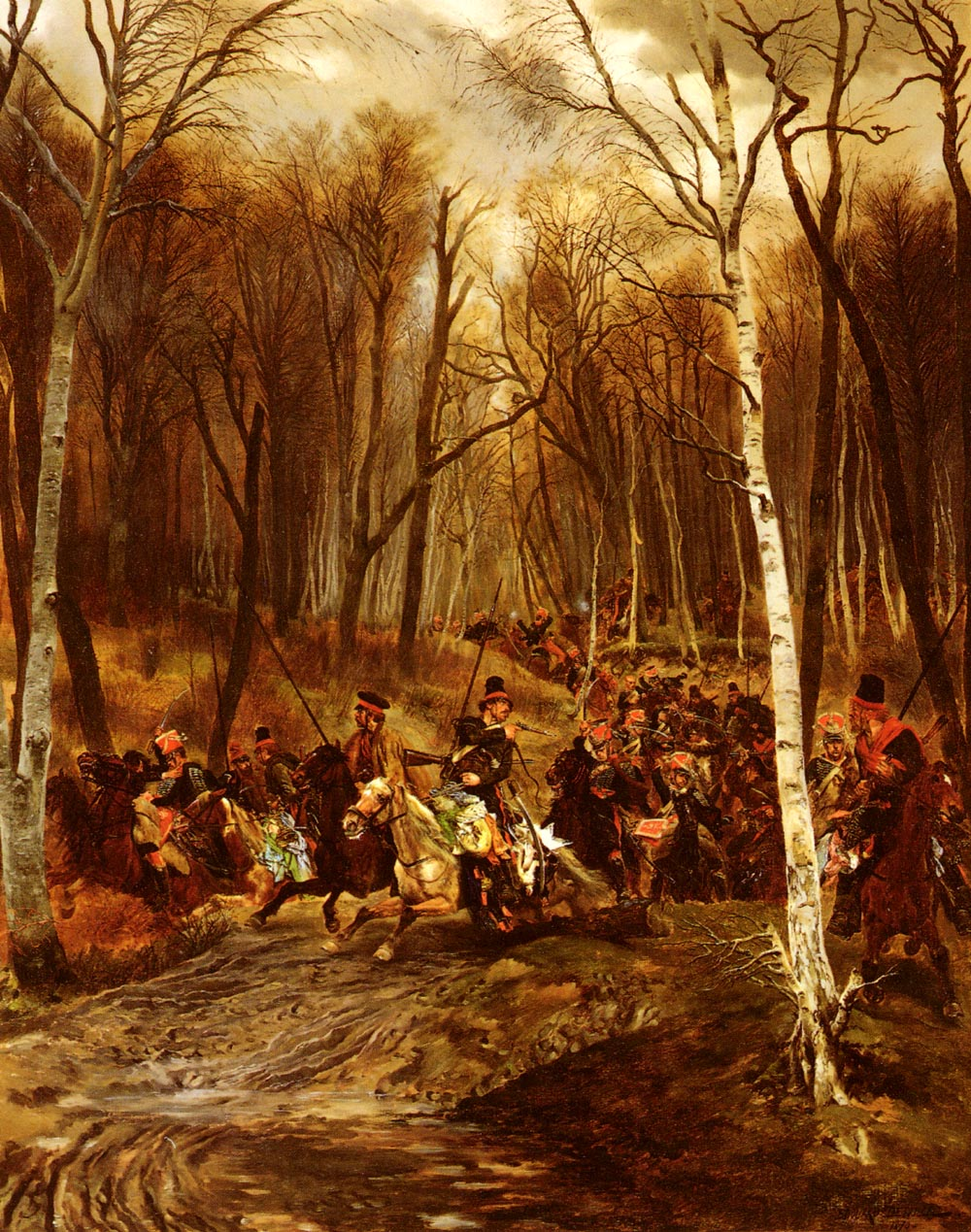
Cazaci atacând un batalion din „Tânăra Gardă”

- Primul regiment de fusilieri-grenadieri din Gardă
- Primul regiment de fusilieri-vânători din Gardă
- Al 2-lea regiment de grenadieri pedeștri din Gardă
- Al 3-lea regiment de grenadieri pedeștri din Gardă
- Primul regiment de fusilieri-vânători din Gardă
- Al 2-lea regiment de vânători pedeștri din Gardă
- Al 2-lea regiment de chevau-légers lanciers din Gardă (cavalerie medie)
- Velitele din Florența și din Torino
- Batalionul de tren de artilerie al Gărzii
- Compania de veterani de la Amsterdam
- 3 companii de muncitori de artilerie

Grenadierii și vânătorii din „Garda Mijlocie” nu purtau bonete din blană de urs ci doar un shako, arătând similar cu grenadierii și vânătorii din Linie.

### „Tânăra Gardă”
Începând din 1809, Napoleon dorește să extindă Garda și să pună bazele viitoarei „Vechi Gărzi”, astfel că dispune alegerea celor mai valoroși recruți pentru formarea a 4 noi regimente de infanterie (1 de Tirailleurs Chasseurs, 2 de Tirailleurs Grenadiers, 2 de Fussiliers Chasseurs și 2 de Fussiliers Grenadiers) și 4 escadroane de cavalerie (Chévauxlègers polonais). Acestor unități li se vor adăuga numeroase altele pe parcursul următorilor 5 ani. Deși mai puțin experimentați decât ceilalți soldați din Gardă, „Tânăra Gardă” a luptat totdeauna admirabil și era formată integral din oameni care știau să scrie, în cazul „Vechii Gărzi” existând excepții de la această condiție.

## Efective
Efectivele Gărzii au crescut semnificativ în perioada 1805 - 1812, ca urmare a dorinței Împăratului de a extinde acest corp de elită, odată cu creșterea generală a efectivelor „Marii Armate”. 
| Numărul de soldați din Gardă în diferiți ani | Numărul de soldați din Gardă în diferiți ani |
| An                                           | Număr de Soldați                             |
| -------------------------------------------- | -------------------------------------------- |
| 1804                                         | 10,000                                       |
| 1808                                         | 15,000                                       |
| 1809                                         | 31,000                                       |
| 1812                                         | 57,000                                       |
| 1813                                         | 50,000                                       |
| 1814                                         | 27,000                                       |

## Criterii de admitere în Gardă
Criteriile de admitere erau severe și fuseseră stabilite chiar de Împărat, în 1804.
- - Criterii fizice: minim 1,80 m (ulterior 1,76 m) înălțime pentru grenadieri; 1,70 m (apoi 1,67 m) înălțime pentru vânători.
- - Criterii militare: să fi făcut 4 campanii, să fi demonstrat bravură și moralitate.
- - Soldații trebuiau să știe să scrie și să citească (acest criteriu era uneori trecut cu vederea)

## Remunerație, beneficii și aprovizionare

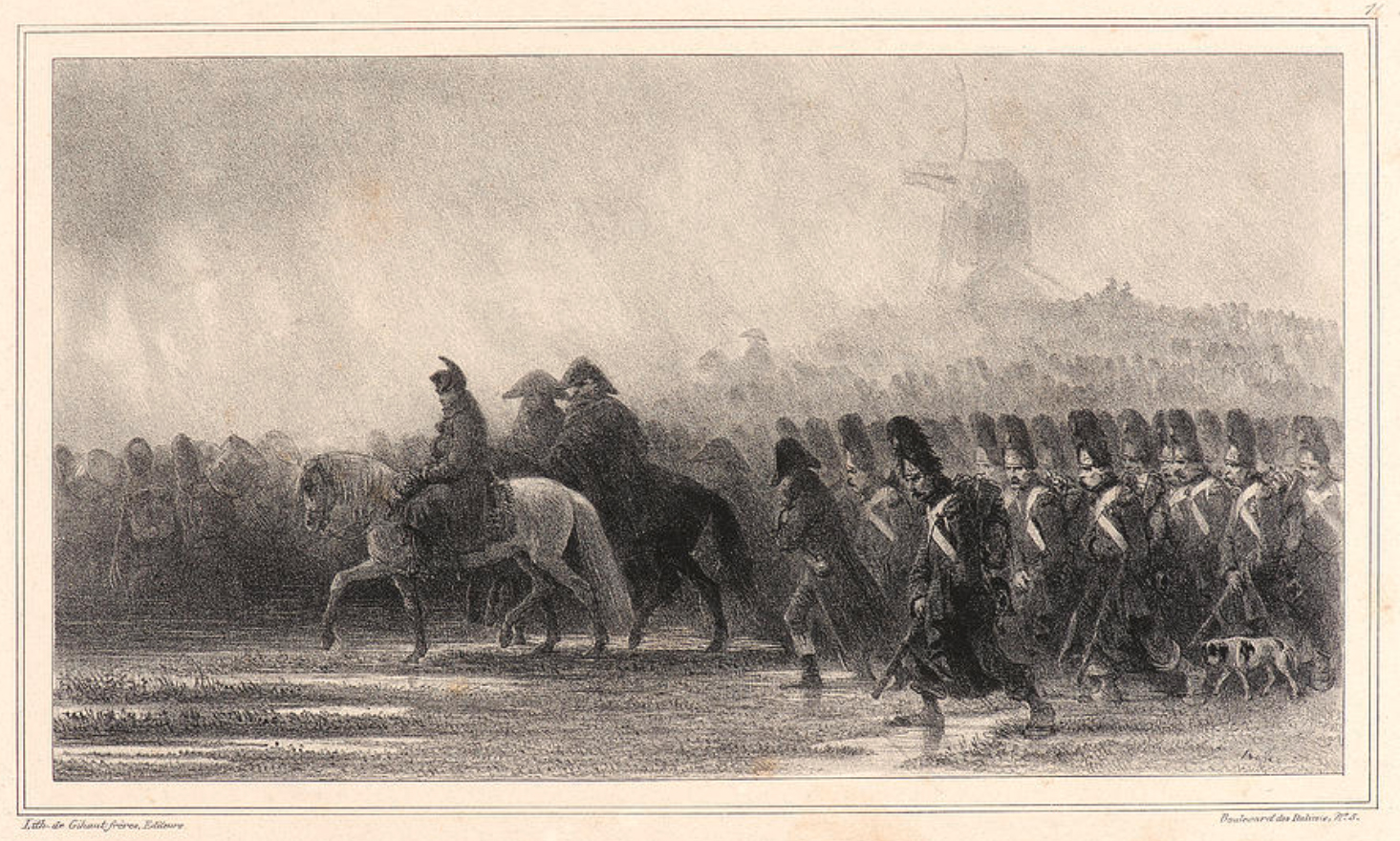
„Mormăiau, dar îl urmau întotdeauna”, gravură de Raffet

Solda unui soldat sau ofițer din Gardă este de 2-3 ori mai mare decât cea a unui soldat din Linie (circa 2100 de Franci/an pentru un sublocotenent, 9000 pentru un colonel, față de 1000, respectiv 5000 pentru cei din Linie), în plus în Gardă se acordă indemnizații și prime. În plus, Garda era extrem de bine aprovizionată și acest lucru a fost adevărat chiar și în campania din Rusia, când soldații din Gardă au dus-o mai degrabă bine, spre deosebire de restul armatei.
În plus, soldații și subofițerii din Gardă aveau două grade în plus față de cei din Linie, iar ofițerii de Gardă, un grad în plus. Astfel, un grenadier din Gardă reprezenta echivalentul unui sergent din Linie iar un colonel din Gardă era echivalent cu un general de brigadă din Linie.
Aceste beneficii stârneau gelozia restului armatei - „Linia” - care ironiza infanteria Gărzii, spunându-se că „ sunt primii atunci când se dă solda și ultimii atunci când e de luptă”. Într-adevăr, Napoleon a fost foarte reticent în a angaja Garda și mai ales infanteria acesteia, dar, de regulă, când a făcut-o, aceasta a fost decisivă.

## Bătălii

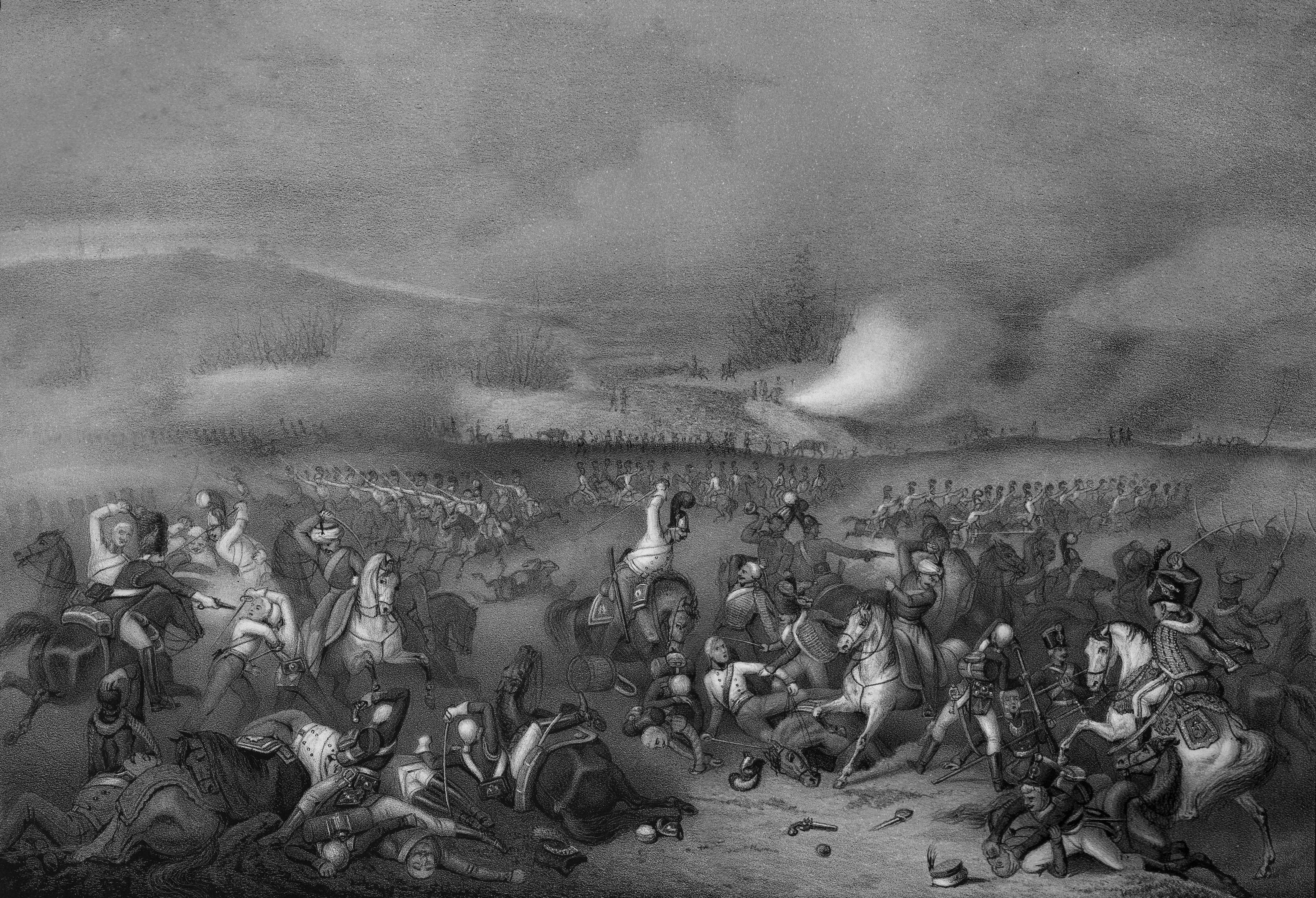
Austerlitz: confruntarea dintre cavaleria rusă de Gardă şi cavaleria franceză de Gardă

Pe parcursul existenței sale, Garda a fost angajată în aproape toate bătăliile majore, de cele mai multe ori hotărând victoria. Cu toate acestea, din „Vechea Gardă”, infanteria a fost rar utilizată și numai când situația o cerea în mod imperativ. Artileria Gărzii a fost în acțiune, în schimb, de fiecare dată.
La Bătălia de la Marengo, Garda Imperială nu exista încă dar cea mai mare parte din viitorii ei soldați, Garda consulilor, au fost prezenți și au reprezentat un element decisiv care a adus victoria. Este de remarcat mai ales șarja cavaleriei, condusă de generalul Bessières. 
În 1805, la Austerlitz, a participat la lupte doar cavaleria Gărzii, nefiind nevoie de intervenția infanteriei. Astfel, observând situația periculoasă creată de atacul general al întregii Gărzi ruse, Împăratul decide să trimită un escadron de Vânători Călare din Gardă, sub comanda colonelului Morland. Morland cade însă în luptă și vânătorii sunt respinși de cavaleria grea rusă. Atunci, Napoleon trimite toate rezervele de cavalerie disponibile, adică escadronul de escortă de Vânători Călare și Mamelucii și cavaleria grea - Grenadierii Călare. Aceștia resping cavaleria inamică, mult superioară numeric, cu susținerea artileriei Gărzii și a diviziei Drouet. Cavaleria franceză înregistrează pierderi minore, spre deosebire de Garda rusă, care este decimată. Prințul Repnin este făcut prizonier.

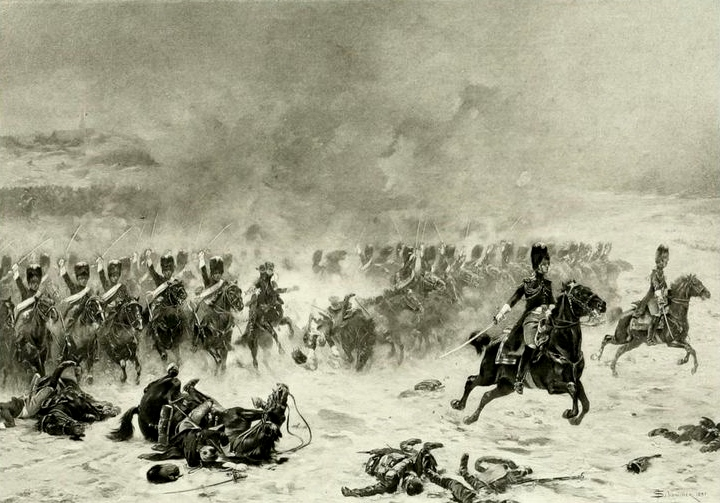
Grenadieri călare şarjând la Eylau

În 1807, la Bătălia de la Eylau, cavaleria Gărzii șarjază împreună cu cuirasierii lui d'Hautpoul în cadrul marelui atac francez de cavalerie, care reușește să oprească înaintarea rușilor. De asemenea, infanteria Gărzii este angajată pentru prima dată de la inființarea unității și Vânătorii și Grenadierii pedeștri reușesc să recucerească cimitirul de la Eylau.
La Bătălia de la Somosierra, în 1808, „lăncierii polonezi”, împreună cu vânătorii călare pun pe fugă o întreagă armată spaniolă. Ca urmare a acestei fapte de arme, lăncierii polonezi vor fi imediat primiți în Gardă.
La Aspern-Essling, armata franceză este în inferioritate numerică și trebuie să se retragă rapid la sud de Dunăre. Generalul Mouton, în fruntea Tinerei Gărzi protejează retragerea armatei.
La Bătălia de la Wagram, sunt angajați îndeosebi Grenadierii Călare care, din cauza unor deficiențe în comunicare, nu exploatează ocazia de a ataca flancul cuirasierilor austrieci. Infanteria este nevoită să formeze de câteva ori careu, atunci când apar pe neașteptate niște călăreți inamici, dar aceștia nu îndrăznesc să angajeze Garda.

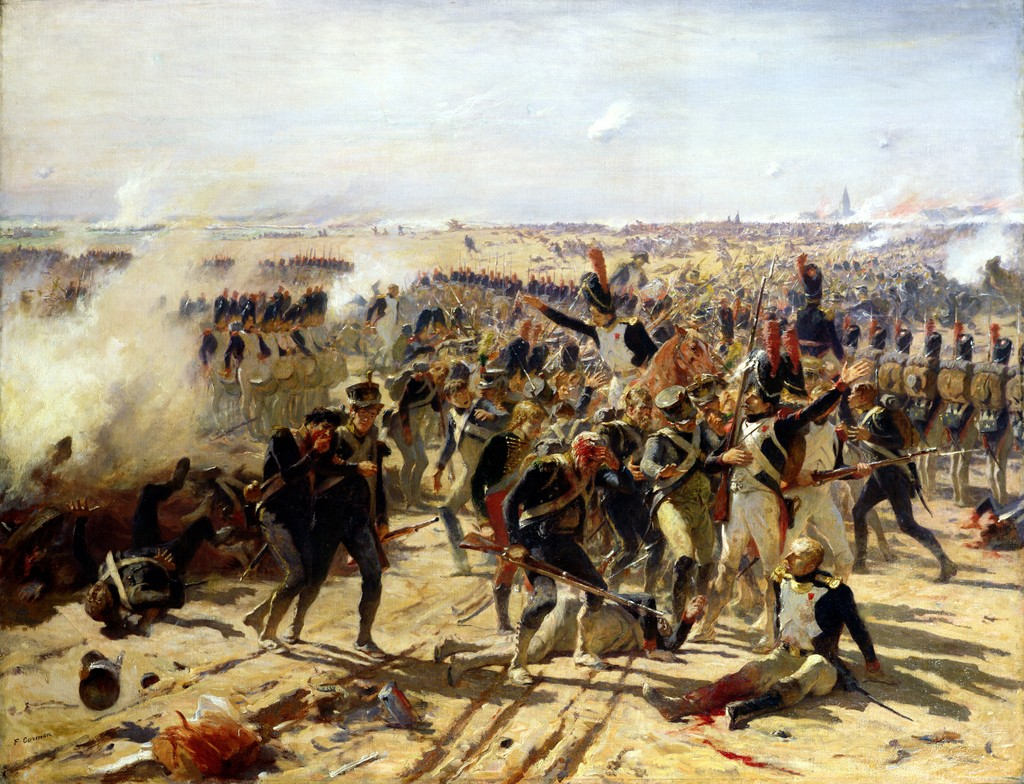
Garda pedestră în acţiune la Essling

În 1811, la Fuentes de Onoro, Mareșalul André Masséna ordonă șarja grenadierilor călare, menită să dea peste cap linia inamică. Totuși, comandantul Gărzii, Bessières, nu este de găsit, astfel că grenadierii călare refuză să atace fără ordin de la superiorul lor direct, motiv pentru care Masséna este nevoit să se retragă.
În 1812, în timpul „teribilei retrageri”, Garda este nevoită să intre în acțiune de mai multe ori. De exemplu, la Gorodnia, cartierul general al Împăratului este atacat de 8,000 de cazaci și doar intervenția „cailor negri ai lui Bessières” îl salvează pe Împărat de la prizonierat. La Krasnoi, Garda este din nou în acțiune, de data aceasta pentru a contraataca infanteria rusă, al cărei atac este oprit. Apoi, Garda pedestră formează careu pentru a-l proteja pe Napoleon. Martor ocular, partizanul rus Denis Davidov observă Garda: „Coloană după coloană, dispersându-ne cu puștile și bătându-și joc de derizoria noastră călărime… Garda imperială, cu Napoleon în mijlocul ei, traversă rândurile cazacilor noștri așa cum ar trece un vas cu o sută de tunuri prin mijlocul unei flotile de vase de pescuit.”
În 1814, Napoleon câștigă aproape doar cu Garda o serie de bătălii, cum ar fi Champaubert sau Montmirail, Château-Thierry dar Mortier cu Tânăra Gardă este învins la Bătălia de la Fère-Champenoise, după ce o furtună a făcut inutilizabile armele de foc ale soldaților. 
La Bătălia de la Ligny, Napoleon este obligat să angajeze toată Garda, care străpunge centrul prusac, forțându-i pe aceștia să se retragă. În acest timp, cavaleria ușoară a Gărzii se afla sub comanda lui mareșalului Ney la Quatre Bras, dar această unitate nu a fost angajată în vreo confruntare majoră. La Waterloo, cavaleria Gărzii a fost angajată din greșeală, fără ordin, împreună cu cuirasierii lui Milhaud și apoi cu cavaleria lui Kellermann. Deși nu a fost învinsă, cavaleria a suferit pierderi uriașe. Tânăra Gardă a acționat în jurul satului Placenoît, de unde a trebuit să se retragă, iar Garda Mijlocie acționat de asemenea la Placenoît, înainte de a da un asalt final, respins de britanici.

## Comandanți

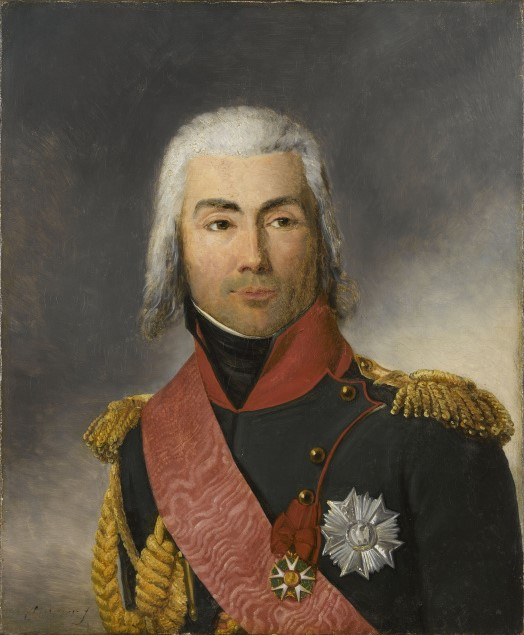
Mareşalul Bessières

Inițial, în principiu, fiecare unitate din Gardă avea propriul său comandant, un Mareșal. Astfel, în 1804, sunt numiți comandanți: Davout pentru grenadierii pedeștri, Soult pentru vânătorii pedeștri, Bessières pentru cavalerie și Mortier pentru artilerie, geniu și marinari. În realitate, Napoleon comanda deseori direct Garda pe care o conducea tactic doar unul dintre comandanții amintiți, în funcție de disponibilitate. Iar din aceștia, au comandat efectiv fie Bessières, fie Mortier, ceilalți fiind folosiți în calitate de comandanți de corp de armată. Garda a mai fost comandată și de Mareșalul Lefebvre sau chiar de generalul Drouot, atunci când niciun mareșal nu a fost disponibil.